# سيتيولون
سيتيولون (بالإنجليزية: Citiolone)‏ هو دواء يُستخدم في علاج الكَبد، وهو من مُشتقات الحمض الأميني سيستئين.